# 亚扎塔
亞扎塔（阿維斯陀語：Yazata）意為「值得被崇拜者」，中古波斯語稱亞扎特（Yazat），現代波斯語稱亞茲丹（Yazdān）或埃澤德（Eyzed），是瑣羅亞斯德教中神祇的統稱，在《阿維斯陀》尤其是《亞什特》中被反覆提及，也是瑣羅亞斯德曆中部分月份和日期的守護神，一般認為這些神祇源於古老的波斯信仰，主要的有三十多位。

## 守護神們
- 阿塔爾（Ātar），也稱阿斯拉（Āθra）、阿扎爾（Āzar）：火神，「聖火」，九月和每月第九日的守護神。
- 阿邦（Ābān），也稱阿帕斯（Āpas）：水神，「聖水」，八月和每月第十日的守護神，與河流女神阿娜希塔（Anāhīta）關係密切。
- 赫瓦雷·赫沙埃塔（Hvarə Xšaēta）也稱胡爾希德（Khūrshīd）：日神，每月第十一日的守護神。
- 馬萬格哈（Māvangha）也稱馬赫（Māh）：月神，每月第十二日的守護神。
- 蒂什特里亞（Tištrya）也稱蒂爾（Tīr）：雨神，「天狼星」，四月和每月十三日的守護神。
- 古舒爾萬（Geuš Urvan）也稱古什（Geuš）：牲畜神，每月第十四日的守護神。[4]
- 密特拉（Miθra）也稱梅赫爾（Mihr）：光明與誓約之神，七月和每月第十六日的守護神。
- 斯魯沙（Sraosha）也稱索魯什（Sorūsh）：遵命天使，朝霞之神，每月第十七日的守護神，有時地位在六大天使之前。
- 拉什努（Rashnu）也稱拉申（Rashn）：公正之神，每月第十八日的守護神。
- 佛拉瓦奇（Fravaši）也稱法爾瓦爾丁（Farvardīn）：靈體神，一月和每月十九日的守護神。
- 巴赫拉姆（Bahrām）也稱烏魯斯拉格納（Vərəθraγna）：戰爭之神，每月第二十日的守護神。
- 拉姆（Rām）也稱拉曼（Rāman）：正氣之神，每月第二十一日的守護神。
- 瓦塔（Vāta）也稱巴德（Bād）：風神，每月第二十二日的守護神。
- 達埃納（Daenā）也稱丁（Deyn）：良知神，宗教之神，每月第二十四日的守護神。
- 阿希（Aši）也稱阿爾德（Ard）：財富女神，幸福女神，每月第二十五日的守護神。
- 阿爾什塔特（Arštāt）也稱阿什塔德（Ashtād）：誠實之神，每月第二十六日的守護神。
- 阿斯曼（Āsman）：蒼穹之神，每月第二十七日的守護神。
- 扎姆（Zām）也稱扎姆亞德（Zāmyād）：地神，每月第二十八日的守護神。
- 曼斯拉·斯彭塔（Mānthra Spenta）：天啟之神，每月第二十九日的守護神。
- 阿內朗（Anērān）也稱阿尼朗（Aneyrān）：光源之神，每月的三十日的守護神。
- 豪麻（Haoma）也稱胡姆（Houm）：酒神，聖草之神，傳說中的武士。
- 瓦南特（Vanant）也稱瓦南德（Vanand）：勝利之神。
- 赫瓦雷納（Khvarenah）也稱法爾（Farr）：靈光之神。
- 扎爾萬（Zarvān）：永恆時間之神。
- 斯瓦沙（Thvāsha）：無限空間之神。
- 拉皮斯溫（Rapithvin）也稱拉皮特溫（Rapītvīn）：時辰（正午至下午）之神，夏季之神。
- 奇斯塔（Chista）也稱奇斯特（Chīst）：知識女神。
- 帕蘭迪（Pārandi）也稱帕蘭德（Pārand）：財富女神。
- 阿帕姆·納帕特（Apām Napāt）：河水之神，與伐樓拿關係密切。
- 奈里尤桑格哈（Nairyōsangha）也稱內里尤桑格（Neryosang）：報信天使。
- 薩塔瓦埃薩（Satavaēsa）也稱薩塔瓦耶斯（Satavayes）：雨水之神。

## 流行文化
- 2023年動畫《在無神世界裡進行傳教活動》出現名為阿塔爾的偽神，以女性形象出現，聲優為悠木碧。
  - 為帝國最強大的力量與最後一名被製造出執政官之一，擁有與女主角御靈匹敵的恐怖力量，可讓敵人從她的眼前消失。在精神上卻與正常的孩子無異，雖是偽火神，卻喜歡吃冰品類的食物。可使用信仰之力，但因是偽神所以只能使用真的阿塔爾神的一部分力量，因為終究還是冒牌貨。她是最後被創造出的執政官，其他執政官都有不滿皇帝與議會的理由，她一直相信著皇帝與議會是真實存在的，因為其他執政官都沒告訴她皇帝早已身亡的訊息，當聽見洛基將一切帝國的真相說出來後她的世界觀當場崩壞並陷入瘋狂。在男主角征人安慰她並表示願意幫忙後加入邪教「救世御靈教」成為教團的第二位神，教團也因此改為二神制，但這讓主神御靈非常無法接受，所以時常會像母親一樣唸她。成為教團的第二位神後時常與征人進行猶如父女之間的互動，因此讓暗戀征人的女二阿爾拉爾十分吃醋與無法接受，甚至開始懷疑他真的是蘿莉控。她是教團的戰力天花板，專為教團執行戰鬥與驅逐外獸的任務，因此信徒總是比御靈多，這也導致御靈每次看到後都會一直大哭大鬧。